# Christina Ricci
Christina Ricci (Santa Mônica, 12 de fevereiro de 1980) é uma atriz e produtora norte-americana, que fez sua estreia no cinema aos nove anos em Minha Mãe é uma Sereia (1990), e ganhou fama ao interpretar Wandinha Addams nos filmes A Família Addams (1991) e A Família Addams 2 (1993). Ela ainda estrelou os filmes Gasparzinho, o Fantasminha Camarada, Caçadoras de Aventuras e Agora e Sempre, se tornando uma das atrizes mirins mais famosas da época. 
Aos 17, ela mudou para projetos mais adultos e independentes, como The Ice Storm (1997), Buffalo '66 e The Opposite of Sex (1998), pelo qual ela recebeu uma indicação ao Globo de Ouro de Melhor Atriz em Comédia. Ainda atuou em A Lenda do Cavaleiro sem Cabeça (1999), Prozac Nation (2001), Igual a Tudo na Vida e Monster - Desejo Assassino (2003), Penelope (2006), Black Snake Moan (2007), Bel Ami (2012), e Matrix Resurrections (2021).
Na televisão, Ricci fez uma participação no drama médico Grey's Anatomy em 2006, pelo qual recebeu uma indicação ao Emmy Award. Ela também estrelou em Pan Am (2011–2012), e produziu e estrelou as séries The Lizzie Borden Chronicles (2015) e Z: The Beginning of Everything (2017). Desde 2021, ela interpreta Misty Quigley na série de drama Yellowjackets, pelo qual recebeu indicações ao Emmy Award, Globo de Ouro, e ao Screen Actors Guild. Em 2022, interpretou Marilyn Thornhill na série Wednesday da Netflix.

## Biografia
Ricci nasceu em Santa Monica, Califórnia, em 12 de fevereiro de 1980, sendo a mais nova dos quatro filhos de Sarah Murdoch e Ralph Ricci. Seu pai teve uma carreira variada, incluindo empregos como professor de ginástica, advogado, conselheiro de viciados em drogas e terapeuta especializado em "terapia do grito primal". Sua mãe foi modelo da Ford Agency durante a década de 1960, e mais tarde se tornou uma corretora imobiliária. Seus pais se separaram quando ela era pré-adolescente. Seus três irmãos mais velhos se chamam Rafael, Dante e Pia. Em relação ao seu sobrenome, Ricci declarou que tem ascendência italiana, irlandesa e escocesa.
Aos oito anos, Ricci foi descoberta por um crítico de teatro local quando estrelou uma produção escolar de The Twelve Days of Christmas. Outra criança foi originalmente escalada para o papel, mas Ricci elaborou um plano para garantir o papel para si mesma: ela provocou tanto seu rival que ele a socou. Quando ela o denunciou, ele perdeu o papel. Logo depois, ela apareceu fazendo paródias de comerciais no Saturday Night Live.

### Carreira
A estreia de Ricci no cinema foi em Mermaids (1990), onde interpretou Kate Flax, filha da personagem de Cher. Ela também participa do videoclipe de "The Shoop Shoop Song", que aparece na trilha sonora do filme. Em 1991, ela ganhou fama ao interpretar a mórbida Wednesday Addams (Wandinha), no filme A Família Addams, uma adaptação do desenho de mesmo nome, e reprisou o papel em sua sequência em 1993. Os críticos elogiaram sua atuação, em especial pelo segundo filme, com a revista Variety destacando que ela trouxe "uma profundidade para sua personagem muito além de sua idade".
Em 1995, ela estrelou o drama Agora e Sempre, e os filmes Caçadoras de Aventuras, e Gasparzinho, o Fantasminha Camarada, dirigido por Steven Spielberg, sendo esse o oitavo filme de maior bilheteria de 1995. No ano seguinte, Ricci atuou em Bastard Out of Carolina, sendo dirigida pela atriz Anjelica Huston, com quem ela trabalhou anteriormente nos filmes da Família Addams.
Em 1997, Christina estrelou o remake da comédia da Disney That Darn Cat, e atuou como a problemática Wendy Hood no drama familiar The Ice Storm, que marcou sua transição para personagens mais adultas. Em 1998, Ricci atuou na comédia The Opposite of Sex, pelo qual foi indicada ao Globo de Ouro de "Melhor Atriz de Comédia ou Musical" em 1999. A Entertainment Weekly destacou sua atuação nesse filme como uma das maiores "esnobadas do Oscar" de todos os tempos. Ainda em 1998, ela fez uma breve participação em Fear and Loathing in Las Vegas, ao lado do ator Johnny Depp, com quem contracenou em A Lenda do Cavaleiro Sem Cabeça, de Tim Burton, interpretando Katrina Van Tassel, recebendo por seu trabalho um Saturn Award de Melhor Atriz. Ela ainda atuou no longa independente Buffalo '66, e na comédia satírica de John Waters, Pecker.
Em 2000, Ricci atuou em Bless the Child e The Man Who Cried. No ano seguinte, atuou no drama independente Geração Prozac, no qual marcou sua estreia como produtora. O próximo papel de Ricci foi em The Laramie Project, um filme de drama produzido pela HBO, baseado no assassinato de Matthew Shepard.
Em 2003, atuou na comédia romântica Igual a Tudo na Vida, de Woody Allen, e no drama biográfico Monster, com a personagem Selby Wall, uma versão ficcional de Tyria Moore, a namorada da vida real da assassina em série Aileen Wuornos, interpretada por Charlize Theron. Theron recebeu um Oscar, e agradeceu Ricci durante seu discurso. Elas também foram indicadas na categoria de Melhor Beijo no MTV Movie Awards. Christina atuou também no filme Amaldiçoados (2005), o qual teve uma baixa bilheteria nos Estados Unidos. Em 2008, fez a adaptação de Speed Racer para o cinema como a jovem Trixxie, namorada do protagonista Speed Racer, vivido pelo ator Emile Hirsch.
Em 2021, Ricci começou a atuar na série Yellowjackets, como Misty Quigley. A série acompanhando a vida de quatro mulheres que sobreviveram a um acidente de avião quando eram adolescentes. Ricci foi indicada ao Emmy de 2022 de Melhor Atriz Coadjuvante em Série Dramática. Em 2022, atuou como a professora Marilyn Thornhill, na série da Netflix Wandinha.

## Vida pessoal
Ricci tem sido aberta sobre suas lutas com ansiedade e anorexia. Ela também revelou que já abusou de drogas e álcool na adolescência. Ela expôs as dificuldades que teve com o seu pai, Ralph. Sobre ele, ela declarou: "Meu pai era agressivo e paranoico, um líder de culto fracassado e narcisista. Nunca houve paz na minha casa." E completou dizendo que só se sentia segura nos sets de gravação.

### Relacionamentos
Ricci sempre foi discreta com relacionamentos. Em 2008, ela namorou o comediante e ator Owen Benjamin, depois que se conheceram no set do filme All's Faire in Love. Eles ficaram noivos em março de 2009, mas terminaram o noivado dois meses depois.
Em fevereiro de 2013, Ricci anunciou seu noivado com o operador de câmera James Heerdegen, que ela conheceu enquanto trabalhava na série Pan Am em 2012. Eles se casaram em 26 de outubro de 2013, em Manhattan, e tiveram um filho, Freddie, nascido em agosto de 2014. Em julho de 2020, Ricci pediu o divórcio, afirmando que foi submetida a "graves abusos físicos e emocionais" por James, e que "muitos desses atos" ocorreram na frente de seu filho. O Departamento de Polícia de Los Angeles já havia respondido a uma chamada na casa de Ricci em Woodland Hills, em 25 de junho de 2020. James não foi preso, mas Ricci recebeu uma ordem de proteção de emergência. Em abril de 2021, Ricci recebeu a custódia total de seu filho, enquanto James recebeu direitos de visita.
Em outubro de 2021, Ricci anunciou seu casamento com o cabeleireiro Mark Hampton, e sua segunda gravidez. Sua filha, Cleopatra, nasceu em dezembro de 2021.

## Filmografia

### Cinema
| Ano      | Título                                      | Papel                       | Notas          |
| -------- | ------------------------------------------- | --------------------------- | -------------- |
| 1990     | Mermaids                                    | Kate Flax                   |                |
| 1991     | Aprendiz de Feiticeiro                      | Bonnie                      |                |
| 1991     | The Addams Family                           | Wednesday Addams (Wandinha) |                |
| 1993     | The Cemetery Club                           | Jessica                     |                |
| 1993     | Addams Family Values                        | Wednesday Addams (Wandinha) |                |
| 1995     | Casper                                      | Kathleen "Kat" Harvey       |                |
| 1995     | Amigas para Sempre                          | Roberta Martin (jovem)      |                |
| 1995     | Gold Diggers: The Secret of Bear Mountain   | Beth Easton                 |                |
| 1996     | Bastard Out of Carolina                     | Dee Dee                     |                |
| 1996     | The Last of the High Kings                  | Erin                        |                |
| 1997     | Little Red Riding Hood                      | Chapeuzinho Vermelho        | Curta-metragem |
| 1997     | That Darn Cat                               | Patti                       |                |
| 1997     | The Ice Storm                               | Wendy Hood                  |                |
| 1998     | I Woke Up Early the Day I Died              | Prostituta adolescente      |                |
| 1998     | The Opposite of Sex                         | Dedee Truitt                |                |
| 1998     | Buffalo '66                                 | Layla                       |                |
| 1998     | Fear and Loathing in Las Vegas              | Lucy                        |                |
| 1998     | Small Soldiers                              | Gwendy Doll                 | Voz            |
| 1998     | Pecker                                      | Shelley                     |                |
| 1998     | Desert Blue                                 | Ely Jackson                 |                |
| 1999     | 200 Cigarettes                              | Val                         |                |
| 1999     | No Vacancy                                  | Lillian                     |                |
| 1999     | Sleepy Hollow                               | Katrina Van Tassel          |                |
| 2000     | Bless the Child                             | Cheri Post                  |                |
| 2000     | The Man Who Cried                           | Suzie                       |                |
| 2001     | All Over the Guy                            | Rayna Wyckoff               |                |
| 2001     | Prozac Nation                               | Elizabeth Wurtzel           |                |
| 2002     | The Gathering                               | Cassie Grant                |                |
| 2002     | The Laramie Project                         | Romaine Patterson           | Telefilme      |
| 2002     | Pumpkin                                     | Carolyn McDuffy             |                |
| 2002     | Miranda                                     | Miranda                     |                |
| 2003     | Anything Else                               | Amanda Chase                |                |
| 2003     | I Love Your Work                            | Shana                       |                |
| 2003     | Monster                                     | Selby                       |                |
| 2005     | Cursed                                      | Ellie Hudson                |                |
| 2006     | Penelope                                    | Penelope Wilhern            |                |
| 2006     | Black Snake Moan                            | Rae                         |                |
| 2006     | Home of the Brave                           | Sarah Schivino              |                |
| 2008     | Speed Racer                                 | Trixie                      |                |
| 2008     | The Legend of Spyro: Dawn of the Dragon     | Cynder                      | Voz            |
| 2009     | All's Faire in Love                         | Kate                        |                |
| 2009     | New York, I Love You                        | Camille                     |                |
| 2009     | Long Time Gone                              |                             |                |
| 2010     | After.Life                                  | Anna Taylor                 |                |
| 2010     | Bucky Larson: Born to Be a Star             | Kathy McGee                 |                |
| 2010     | Alpha and Omega                             | Lilly                       | Voz            |
| 2010     | The Hero of Color City                      | Yellow                      | Voz            |
| 2011     | Bel Ami                                     | Clotilde                    |                |
| 2013     | The Smurfs 2                                | Vexie                       | Voz            |
| 2013     | Around the Block                            | Dino Chalmers               |                |
| 2014     | The Hero of Color City                      | Yellow                      | Voz            |
| 2014     | Lizzie Borden Took an Ax                    | Lizzie Borden               | Telefilme      |
| 2016     | Mothers and Daughters                       | Rebecca                     |                |
| 2017     | Teen Titans: The Judas Contract             | Terra                       | Voz            |
| 2018     | Distorted                                   | Lauren Curran               |                |
| 2019     | Escaping the Madhouse: The Nellie Bly Story | Nellie Bly                  | Telefilme      |
| 2020     | 10 Things We Should Do Before We Break Up   | Abigail                     |                |
| 2020     | Percy                                       | Rebecca Salcau              |                |
| 2020     | Here After                                  | Scarlett                    |                |
| 2021     | The Matrix Resurrections                    | Gwyn de Vere                |                |
| 2022     | Monstruoso                                  | Laura                       |                |
| 2024     | Child Star                                  | Ela mesma                   | Documentário   |
| EM BREVE | The Dresden Sun                             | Dr. Corliss de Dresden      | Pós-produção   |

### Televisão
| Ano             | Título                         | Papel                        | Notas                                                    |
| --------------- | ------------------------------ | ---------------------------- | -------------------------------------------------------- |
| 1990            | H.E.L.P.                       | Olivia                       | Episódio: "Are You There, Alpha Centauri?"               |
| 1996            | The Simpsons                   | Erin                         | Episódio: "Summer of 4 Ft. 2"                            |
| 1999            | Saturday Night Live            | Ela mesma                    | Episódio: "Christina Ricci/Beck"                         |
| 2002            | Malcolm in the Middle          | Kelly                        | Episódio: "Company Picnic: Part 1"                       |
| 2002            | Ally McBeal                    | Liza Bump                    | 7 episódios                                              |
| 2005            | Joey                           | Mary Teresa                  | Episódio: "Joey and the Fancy Sister"                    |
| 2006            | Grey's Anatomy                 | Hannah Davies                | Episódios: "It's the End of the World" / "As We Know It" |
| 2009            | Saving Grace                   | Policial Abby Charles        | 3 episódios                                              |
| 2011            | Pan Am                         | Maggie Ryan                  | Protagonista, 14 episódios                               |
| 2012            | The Good Wife                  | Therese Dodd                 | Episódio: "Anatomy of a Joke"                            |
| 2015            | The Lizzie Borden Chronicles   | Lizzie Borden                | Protagonista, 8 episódios                                |
| 2017            | Z: The Beginning of Everything | Zelda Fitzgerald             | Protagonista, 10 episódios                               |
| 2020            | 50 States of Fright            | Bitsy                        | Episódio: "Red Rum"                                      |
| 2021            | Rick e Morty                   | Princesa Poñeta (voz)        | Episódio: "Rickdependence Spray"                         |
| 2021 – presente | Jaquetas Amarelas              | Misty                        | Protagonista                                             |
| 2022 – presente | Wednesday                      | Professora Thornhill         | Coadjuvante                                              |
| 2024            | Batman: Caped Crusader         | Catwoman / Selina Kyle (voz) | Episódio: "Kiss of the Catwoman"                         |